# Pancernik siedmiopaskowy
Pancernik siedmiopaskowy (Dasypus septemcinctus) – gatunek ssaka z rodziny pancernikowatych. Wyglądem przypomina pancernika pampasowego, młodego pancernika dziewięciopaskowego czy Dasypus mazzai. Zamieszkuje tereny trawiaste i rzadziej lasy galeriowe, spotykany w Brazylii, Paragwaju, Boliwii i być może w Argentynie. Prowadzi prawdopodobnie samotny, nocny tryb życia, spożywa głównie owady i nasiona. Występuje opóźniona implantacja. Samica rodzi od 4 do 8 młodych, rzadko 12.

## Budowa
McDonough i Loughry podają następujące wymiary ciała: głowa i ciało mierzą od 24 do 31 cm (podobnie jak u pancernika pampasowego, 26–31 cm, czy nizinnego, 25–31 cm), ogon mierzy od 12 do 17 cm, ucho ma 2,6 do 3,8 cm, zaś stopa mierzy od 4,5 do 7,5 cm. Zwierzę waży od 1 do 1,5 kg, a więc niewiele, jeszcze mniej niż pancernik nizinny ważący 1–2 kg, nie mówiąc o pancerniku dziewięciopaskowym (3–6 kg) czy większym przekraczającym niekiedy 10 kg. Feijó zaznacza, że to najmniejszy przedstawiciel swego rodzaju. Wymiary podaje następujące: długość całkowita 38–52,5 cm, długość głowy i tułowia 24,4–47,5 cm (średnio 44 cm, w tym długość czaszki 5,77–8,11 cm), a tarczy ramiennej 5,48–8,32 cm ze średnią 6,8 cm, długość ogona 20 cm, długość żuchwy 5,04 ± 0,4 cm, ucha 3,5 cm, długość tylnej stopy 3–7,2 cm, u podgatunku nominatywnego 3–6,5 cm ze średnią 5,3 cm. Masa w Goiás wynosi 1,8 kg, aczkolwiek pomiary z sawanny środkowej Brazylii dały mniejsze wyniki – 1 kg dla samic i 0,9 kg dla samców. Dymorfizmu płciowego w rozmiarach ciała nie obserwuje się.
Pomimo nieznacznie mniejszych rozmiarów pancernik siedmiopaskowy wyglądem przypomina pancernika nizinnego, pampasowego czy Dasypus mazzai.
Głowa ma kształt stożkowy, prosty z profilu, kończy się długim, tubularnym pyskiem, jego długość stanowi 50–60% głowy. Na głowie znajdują się stożkowate uszy, leżące blisko siebie. Pancernik siedmiopaskowy jest jedynym znanym szczerbakiem o dwóch funkcjonalnych pokoleniach zębów. Dorosłe zwierzę ma do 8 pryzmatycznych, przypominających trzonowce (molariform), euhypsodontycznych, dwukorzeniowych zębów w każdej szczęce i połówce żuchwy, aczkolwiek często stwierdza się asymetrię wynikającą z utraty zębów. Badanie dwutygodniowych młodych ujawniło po 5 górnych i 6 dolnych wyrżniętych zębów, potem dłuższy czas jest ich po 6–7, ósemki pojawiają się późno.
Jego tułów okrywa pancerz złożony z tarczy łopatkowej (scapular shield), tarczy miedniczej (pelvic shield) i sześciu–siedmiu bądź siedmiu ruchomych pasów pomiędzy nimi. Grzbiet jest szarej bądź brązowoszarej barwy. U niektórych osobników na boku przebiega żółtawa pręga. Osteodermy pokrywa warstwa keratyny. Pancerz pokrywa też ogon, ale koncentryczne pierścienie obejmują 56–76% jego powierzchni. Jego szkielet buduje 13 kręgów. Występuje parzysty zapachowy łojowo-apokrynowy gruczoł odbytowy po obu stronach odbytu. Wewnątrz znajduje się także gruczoł wydzielający śluz, umieszczony międzymięśniowo, o masie 71 g, przypominający nieco ten ludzki, acz niewychodzący za zwieracz wewnętrzny. Znaleźć można opinie, że wydzielina tych gruczołów nie jest niemiła dla człowieka.
Kończyny przednie kończą się czterema palcami, z których dłuższe są drugi i trzeci, zakończone umiarkowanej wielkości pazurami. Tylne łapy mają po pięć palców.

## Genetyka
Diploidalna liczba chromosomów wynosi 64. Liczba fundamentalna wynosi 76. Kariotyp liczy 7 par chromosomów o dwóch ramionach i 24 akrocentrycznych. Chromosom X jest duży, submetacentryczny, towarzyszy mu u samca niewielki, akrocentryczny chromosom Y. Par zasad jest ponad 5 milionów. Genom waży 5,17 pg. Oceniono także dystans genetyczny dzielący pancernika siedmiopaskowego od innych pancerników. Niewielki dystans dzieli go od pancernika dziewięciopaskowego (6,4%), podczas gdy znacznie większy od niewyróżnianego w starszych źródłach Dasypus beniensis (12,4%). Natomiast dystans pomiędzy dwoma lepiej poznanymi podgatunkami wynosi 0,6%.

## Systematyka
Pancernik siedmiopaskowy opisany został przez samego Linneusza w 1758. Linneusz pomylił się jednak, podając miejsce typowe w Indiach, mimo że szczerbaki należą do fauny Nowego Świata i w Azji w ogóle nie występują. Błąd uczonego poprawiony został przez Erxlebena w 1777, który wskazał jako miejsce typowe Brazylię. Dalsze badania utrudniło współwystępowanie na tym samym obszarze innych podobnych gatunków pancerników, jak Dasypus mazzai czy pancernik pampasowy, a także pancernik dziewięciopaskowy (ma on w rzeczywistości od siedmiu do jedenastu ruchomych pasków pancerza, w jego przypadku pomyłki dotyczyć mogły głównie osobników młodocianych). W końcu miejsce typowe ograniczono w 2013 do Lagoa Grande w stanie Pernambuco.
Pancernik siedmiopaskowy zalicza się do rodziny pancernikowatych (Dasypodidae). Niegdyś obejmowała ona wszystkie współczesne pancernikowate. Jednakże badania genetyczne dowiodły, że pokrewieństwo pomiędzy rodzajem pancernik (Dasypus) a pozostałymi jej przedstawicielami jest dość odległe. Wobec tego pozostałych członków rodziny wydzielono do osobnej rodziny Chlamyphoridae. W Dasypodidae pozostawiono tylko pojedynczy współczesny rodzaj Dasypus, do którego zalicza się też pancernik siedmiopaskowy. Problemem pozostaje podział tego rodzaju na podrodzaje. Niektórzy autorzy, jak Wetzel i  Mondolfi (1969) zaliczali pancernika siedmiopaskowego do podrodzaju Dasypus (Dasypus). Inni umieszczali go w monotypowym podrodzaju Muletia, jak Feijó i współpracownicy w 2019.
Kladogram z pracy Feijó et al. z 2019 (uproszczono):
|  | Dasypus beniensis                                                     |
|  |                                                                       |
|  | \| \| Dasypus kappleri \| \| \| \| \| \| Dasypus pastasae \| \| \| \| |
|  |                                                                       |
|  | Dasypus kappleri                                                      |
|  |                                                                       |
|  | Dasypus pastasae                                                      |
|  |                                                                       |

|  | Dasypus kappleri |
|  |                  |
|  | Dasypus pastasae |
|  |                  |

|  | Dasypus septemcinctus |
|  |                       |

|  | Dasypus novemcinctus                                   |
|  |                                                        |
|  | \| \| Dasypus novemcinctus, Dasypus mazzai \| \| \| \| |
|  |                                                        |
|  | Dasypus novemcinctus, Dasypus mazzai                   |
|  |                                                        |

|  | Dasypus novemcinctus, Dasypus mazzai |
|  |                                      |

|  | Dasypus novemcinctus                                   |
|  |                                                        |
|  | \| \| Dasypus novemcinctus, Dasypus mazzai \| \| \| \| |
|  |                                                        |
|  | Dasypus novemcinctus, Dasypus mazzai                   |
|  |                                                        |

|  | Dasypus novemcinctus, Dasypus mazzai |
|  |                                      |

|  | Dasypus novemcinctus                                   |
|  |                                                        |
|  | \| \| Dasypus novemcinctus, Dasypus mazzai \| \| \| \| |
|  |                                                        |
|  | Dasypus novemcinctus, Dasypus mazzai                   |
|  |                                                        |

|  | Dasypus novemcinctus, Dasypus mazzai |
|  |                                      |

|  | Dasypus novemcinctus                                   |
|  |                                                        |
|  | \| \| Dasypus novemcinctus, Dasypus mazzai \| \| \| \| |
|  |                                                        |
|  | Dasypus novemcinctus, Dasypus mazzai                   |
|  |                                                        |

|  | Dasypus novemcinctus, Dasypus mazzai |
|  |                                      |

|  | Dasypus novemcinctus                                   |
|  |                                                        |
|  | \| \| Dasypus novemcinctus, Dasypus mazzai \| \| \| \| |
|  |                                                        |
|  | Dasypus novemcinctus, Dasypus mazzai                   |
|  |                                                        |

|  | Dasypus novemcinctus, Dasypus mazzai |
|  |                                      |

|  | Dasypus novemcinctus                                   |
|  |                                                        |
|  | \| \| Dasypus novemcinctus, Dasypus mazzai \| \| \| \| |
|  |                                                        |
|  | Dasypus novemcinctus, Dasypus mazzai                   |
|  |                                                        |

|  | Dasypus novemcinctus, Dasypus mazzai |
|  |                                      |

|  | Dasypus novemcinctus                                   |
|  |                                                        |
|  | \| \| Dasypus novemcinctus, Dasypus mazzai \| \| \| \| |
|  |                                                        |
|  | Dasypus novemcinctus, Dasypus mazzai                   |
|  |                                                        |

|  | Dasypus novemcinctus, Dasypus mazzai |
|  |                                      |

|  | Dasypus novemcinctus                                   |
|  |                                                        |
|  | \| \| Dasypus novemcinctus, Dasypus mazzai \| \| \| \| |
|  |                                                        |
|  | Dasypus novemcinctus, Dasypus mazzai                   |
|  |                                                        |

|  | Dasypus novemcinctus, Dasypus mazzai |
|  |                                      |

|  | Dasypus novemcinctus                                   |
|  |                                                        |
|  | \| \| Dasypus novemcinctus, Dasypus mazzai \| \| \| \| |
|  |                                                        |
|  | Dasypus novemcinctus, Dasypus mazzai                   |
|  |                                                        |

|  | Dasypus novemcinctus, Dasypus mazzai |
|  |                                      |

|  | Dasypus novemcinctus                                   |
|  |                                                        |
|  | \| \| Dasypus novemcinctus, Dasypus mazzai \| \| \| \| |
|  |                                                        |
|  | Dasypus novemcinctus, Dasypus mazzai                   |
|  |                                                        |

|  | Dasypus novemcinctus, Dasypus mazzai |
|  |                                      |

|  | Dasypus novemcinctus                                   |
|  |                                                        |
|  | \| \| Dasypus novemcinctus, Dasypus mazzai \| \| \| \| |
|  |                                                        |
|  | Dasypus novemcinctus, Dasypus mazzai                   |
|  |                                                        |

|  | Dasypus novemcinctus, Dasypus mazzai |
|  |                                      |

|  | Dasypus novemcinctus                                   |
|  |                                                        |
|  | \| \| Dasypus novemcinctus, Dasypus mazzai \| \| \| \| |
|  |                                                        |
|  | Dasypus novemcinctus, Dasypus mazzai                   |
|  |                                                        |

|  | Dasypus novemcinctus, Dasypus mazzai |
|  |                                      |

|  | Dasypus novemcinctus                                   |
|  |                                                        |
|  | \| \| Dasypus novemcinctus, Dasypus mazzai \| \| \| \| |
|  |                                                        |
|  | Dasypus novemcinctus, Dasypus mazzai                   |
|  |                                                        |

|  | Dasypus novemcinctus, Dasypus mazzai |
|  |                                      |

|  | Dasypus novemcinctus                                   |
|  |                                                        |
|  | \| \| Dasypus novemcinctus, Dasypus mazzai \| \| \| \| |
|  |                                                        |
|  | Dasypus novemcinctus, Dasypus mazzai                   |
|  |                                                        |

|  | Dasypus novemcinctus, Dasypus mazzai |
|  |                                      |

|  | Dasypus novemcinctus                                   |
|  |                                                        |
|  | \| \| Dasypus novemcinctus, Dasypus mazzai \| \| \| \| |
|  |                                                        |
|  | Dasypus novemcinctus, Dasypus mazzai                   |
|  |                                                        |

|  | Dasypus novemcinctus, Dasypus mazzai |
|  |                                      |

|  | Dasypus novemcinctus                                   |
|  |                                                        |
|  | \| \| Dasypus novemcinctus, Dasypus mazzai \| \| \| \| |
|  |                                                        |
|  | Dasypus novemcinctus, Dasypus mazzai                   |
|  |                                                        |

|  | Dasypus novemcinctus, Dasypus mazzai |
|  |                                      |

|  | Dasypus septemcinctus |
|  |                       |

|  | Dasypus novemcinctus                                   |
|  |                                                        |
|  | \| \| Dasypus novemcinctus, Dasypus mazzai \| \| \| \| |
|  |                                                        |
|  | Dasypus novemcinctus, Dasypus mazzai                   |
|  |                                                        |

|  | Dasypus novemcinctus, Dasypus mazzai |
|  |                                      |

|  | Dasypus novemcinctus                                   |
|  |                                                        |
|  | \| \| Dasypus novemcinctus, Dasypus mazzai \| \| \| \| |
|  |                                                        |
|  | Dasypus novemcinctus, Dasypus mazzai                   |
|  |                                                        |

|  | Dasypus novemcinctus, Dasypus mazzai |
|  |                                      |

|  | Dasypus novemcinctus                                   |
|  |                                                        |
|  | \| \| Dasypus novemcinctus, Dasypus mazzai \| \| \| \| |
|  |                                                        |
|  | Dasypus novemcinctus, Dasypus mazzai                   |
|  |                                                        |

|  | Dasypus novemcinctus, Dasypus mazzai |
|  |                                      |

|  | Dasypus novemcinctus                                   |
|  |                                                        |
|  | \| \| Dasypus novemcinctus, Dasypus mazzai \| \| \| \| |
|  |                                                        |
|  | Dasypus novemcinctus, Dasypus mazzai                   |
|  |                                                        |

|  | Dasypus novemcinctus, Dasypus mazzai |
|  |                                      |

|  | Dasypus novemcinctus                                   |
|  |                                                        |
|  | \| \| Dasypus novemcinctus, Dasypus mazzai \| \| \| \| |
|  |                                                        |
|  | Dasypus novemcinctus, Dasypus mazzai                   |
|  |                                                        |

|  | Dasypus novemcinctus, Dasypus mazzai |
|  |                                      |

|  | Dasypus novemcinctus                                   |
|  |                                                        |
|  | \| \| Dasypus novemcinctus, Dasypus mazzai \| \| \| \| |
|  |                                                        |
|  | Dasypus novemcinctus, Dasypus mazzai                   |
|  |                                                        |

|  | Dasypus novemcinctus, Dasypus mazzai |
|  |                                      |

|  | Dasypus novemcinctus                                   |
|  |                                                        |
|  | \| \| Dasypus novemcinctus, Dasypus mazzai \| \| \| \| |
|  |                                                        |
|  | Dasypus novemcinctus, Dasypus mazzai                   |
|  |                                                        |

|  | Dasypus novemcinctus, Dasypus mazzai |
|  |                                      |

|  | Dasypus novemcinctus                                   |
|  |                                                        |
|  | \| \| Dasypus novemcinctus, Dasypus mazzai \| \| \| \| |
|  |                                                        |
|  | Dasypus novemcinctus, Dasypus mazzai                   |
|  |                                                        |

|  | Dasypus novemcinctus, Dasypus mazzai |
|  |                                      |

|  | Dasypus novemcinctus                                   |
|  |                                                        |
|  | \| \| Dasypus novemcinctus, Dasypus mazzai \| \| \| \| |
|  |                                                        |
|  | Dasypus novemcinctus, Dasypus mazzai                   |
|  |                                                        |

|  | Dasypus novemcinctus, Dasypus mazzai |
|  |                                      |

|  | Dasypus novemcinctus                                   |
|  |                                                        |
|  | \| \| Dasypus novemcinctus, Dasypus mazzai \| \| \| \| |
|  |                                                        |
|  | Dasypus novemcinctus, Dasypus mazzai                   |
|  |                                                        |

|  | Dasypus novemcinctus, Dasypus mazzai |
|  |                                      |

|  | Dasypus novemcinctus                                   |
|  |                                                        |
|  | \| \| Dasypus novemcinctus, Dasypus mazzai \| \| \| \| |
|  |                                                        |
|  | Dasypus novemcinctus, Dasypus mazzai                   |
|  |                                                        |

|  | Dasypus novemcinctus, Dasypus mazzai |
|  |                                      |

|  | Dasypus novemcinctus                                   |
|  |                                                        |
|  | \| \| Dasypus novemcinctus, Dasypus mazzai \| \| \| \| |
|  |                                                        |
|  | Dasypus novemcinctus, Dasypus mazzai                   |
|  |                                                        |

|  | Dasypus novemcinctus, Dasypus mazzai |
|  |                                      |

|  | Dasypus novemcinctus                                   |
|  |                                                        |
|  | \| \| Dasypus novemcinctus, Dasypus mazzai \| \| \| \| |
|  |                                                        |
|  | Dasypus novemcinctus, Dasypus mazzai                   |
|  |                                                        |

|  | Dasypus novemcinctus, Dasypus mazzai |
|  |                                      |

|  | Dasypus novemcinctus                                   |
|  |                                                        |
|  | \| \| Dasypus novemcinctus, Dasypus mazzai \| \| \| \| |
|  |                                                        |
|  | Dasypus novemcinctus, Dasypus mazzai                   |
|  |                                                        |

|  | Dasypus novemcinctus, Dasypus mazzai |
|  |                                      |

|  | Dasypus novemcinctus                                   |
|  |                                                        |
|  | \| \| Dasypus novemcinctus, Dasypus mazzai \| \| \| \| |
|  |                                                        |
|  | Dasypus novemcinctus, Dasypus mazzai                   |
|  |                                                        |

|  | Dasypus novemcinctus, Dasypus mazzai |
|  |                                      |

|  | Dasypus novemcinctus                                   |
|  |                                                        |
|  | \| \| Dasypus novemcinctus, Dasypus mazzai \| \| \| \| |
|  |                                                        |
|  | Dasypus novemcinctus, Dasypus mazzai                   |
|  |                                                        |

|  | Dasypus novemcinctus, Dasypus mazzai |
|  |                                      |

|  | Dasypus beniensis                                                     |
|  |                                                                       |
|  | \| \| Dasypus kappleri \| \| \| \| \| \| Dasypus pastasae \| \| \| \| |
|  |                                                                       |
|  | Dasypus kappleri                                                      |
|  |                                                                       |
|  | Dasypus pastasae                                                      |
|  |                                                                       |

|  | Dasypus kappleri |
|  |                  |
|  | Dasypus pastasae |
|  |                  |

|  | Dasypus septemcinctus |
|  |                       |

|  | Dasypus novemcinctus                                   |
|  |                                                        |
|  | \| \| Dasypus novemcinctus, Dasypus mazzai \| \| \| \| |
|  |                                                        |
|  | Dasypus novemcinctus, Dasypus mazzai                   |
|  |                                                        |

|  | Dasypus novemcinctus, Dasypus mazzai |
|  |                                      |

|  | Dasypus novemcinctus                                   |
|  |                                                        |
|  | \| \| Dasypus novemcinctus, Dasypus mazzai \| \| \| \| |
|  |                                                        |
|  | Dasypus novemcinctus, Dasypus mazzai                   |
|  |                                                        |

|  | Dasypus novemcinctus, Dasypus mazzai |
|  |                                      |

|  | Dasypus novemcinctus                                   |
|  |                                                        |
|  | \| \| Dasypus novemcinctus, Dasypus mazzai \| \| \| \| |
|  |                                                        |
|  | Dasypus novemcinctus, Dasypus mazzai                   |
|  |                                                        |

|  | Dasypus novemcinctus, Dasypus mazzai |
|  |                                      |

|  | Dasypus novemcinctus                                   |
|  |                                                        |
|  | \| \| Dasypus novemcinctus, Dasypus mazzai \| \| \| \| |
|  |                                                        |
|  | Dasypus novemcinctus, Dasypus mazzai                   |
|  |                                                        |

|  | Dasypus novemcinctus, Dasypus mazzai |
|  |                                      |

|  | Dasypus novemcinctus                                   |
|  |                                                        |
|  | \| \| Dasypus novemcinctus, Dasypus mazzai \| \| \| \| |
|  |                                                        |
|  | Dasypus novemcinctus, Dasypus mazzai                   |
|  |                                                        |

|  | Dasypus novemcinctus, Dasypus mazzai |
|  |                                      |

|  | Dasypus novemcinctus                                   |
|  |                                                        |
|  | \| \| Dasypus novemcinctus, Dasypus mazzai \| \| \| \| |
|  |                                                        |
|  | Dasypus novemcinctus, Dasypus mazzai                   |
|  |                                                        |

|  | Dasypus novemcinctus, Dasypus mazzai |
|  |                                      |

|  | Dasypus novemcinctus                                   |
|  |                                                        |
|  | \| \| Dasypus novemcinctus, Dasypus mazzai \| \| \| \| |
|  |                                                        |
|  | Dasypus novemcinctus, Dasypus mazzai                   |
|  |                                                        |

|  | Dasypus novemcinctus, Dasypus mazzai |
|  |                                      |

|  | Dasypus novemcinctus                                   |
|  |                                                        |
|  | \| \| Dasypus novemcinctus, Dasypus mazzai \| \| \| \| |
|  |                                                        |
|  | Dasypus novemcinctus, Dasypus mazzai                   |
|  |                                                        |

|  | Dasypus novemcinctus, Dasypus mazzai |
|  |                                      |

|  | Dasypus novemcinctus                                   |
|  |                                                        |
|  | \| \| Dasypus novemcinctus, Dasypus mazzai \| \| \| \| |
|  |                                                        |
|  | Dasypus novemcinctus, Dasypus mazzai                   |
|  |                                                        |

|  | Dasypus novemcinctus, Dasypus mazzai |
|  |                                      |

|  | Dasypus novemcinctus                                   |
|  |                                                        |
|  | \| \| Dasypus novemcinctus, Dasypus mazzai \| \| \| \| |
|  |                                                        |
|  | Dasypus novemcinctus, Dasypus mazzai                   |
|  |                                                        |

|  | Dasypus novemcinctus, Dasypus mazzai |
|  |                                      |

|  | Dasypus novemcinctus                                   |
|  |                                                        |
|  | \| \| Dasypus novemcinctus, Dasypus mazzai \| \| \| \| |
|  |                                                        |
|  | Dasypus novemcinctus, Dasypus mazzai                   |
|  |                                                        |

|  | Dasypus novemcinctus, Dasypus mazzai |
|  |                                      |

|  | Dasypus novemcinctus                                   |
|  |                                                        |
|  | \| \| Dasypus novemcinctus, Dasypus mazzai \| \| \| \| |
|  |                                                        |
|  | Dasypus novemcinctus, Dasypus mazzai                   |
|  |                                                        |

|  | Dasypus novemcinctus, Dasypus mazzai |
|  |                                      |

|  | Dasypus novemcinctus                                   |
|  |                                                        |
|  | \| \| Dasypus novemcinctus, Dasypus mazzai \| \| \| \| |
|  |                                                        |
|  | Dasypus novemcinctus, Dasypus mazzai                   |
|  |                                                        |

|  | Dasypus novemcinctus, Dasypus mazzai |
|  |                                      |

|  | Dasypus novemcinctus                                   |
|  |                                                        |
|  | \| \| Dasypus novemcinctus, Dasypus mazzai \| \| \| \| |
|  |                                                        |
|  | Dasypus novemcinctus, Dasypus mazzai                   |
|  |                                                        |

|  | Dasypus novemcinctus, Dasypus mazzai |
|  |                                      |

|  | Dasypus novemcinctus                                   |
|  |                                                        |
|  | \| \| Dasypus novemcinctus, Dasypus mazzai \| \| \| \| |
|  |                                                        |
|  | Dasypus novemcinctus, Dasypus mazzai                   |
|  |                                                        |

|  | Dasypus novemcinctus, Dasypus mazzai |
|  |                                      |

|  | Dasypus novemcinctus                                   |
|  |                                                        |
|  | \| \| Dasypus novemcinctus, Dasypus mazzai \| \| \| \| |
|  |                                                        |
|  | Dasypus novemcinctus, Dasypus mazzai                   |
|  |                                                        |

|  | Dasypus novemcinctus, Dasypus mazzai |
|  |                                      |

|  | Dasypus septemcinctus |
|  |                       |

|  | Dasypus novemcinctus                                   |
|  |                                                        |
|  | \| \| Dasypus novemcinctus, Dasypus mazzai \| \| \| \| |
|  |                                                        |
|  | Dasypus novemcinctus, Dasypus mazzai                   |
|  |                                                        |

|  | Dasypus novemcinctus, Dasypus mazzai |
|  |                                      |

|  | Dasypus novemcinctus                                   |
|  |                                                        |
|  | \| \| Dasypus novemcinctus, Dasypus mazzai \| \| \| \| |
|  |                                                        |
|  | Dasypus novemcinctus, Dasypus mazzai                   |
|  |                                                        |

|  | Dasypus novemcinctus, Dasypus mazzai |
|  |                                      |

|  | Dasypus novemcinctus                                   |
|  |                                                        |
|  | \| \| Dasypus novemcinctus, Dasypus mazzai \| \| \| \| |
|  |                                                        |
|  | Dasypus novemcinctus, Dasypus mazzai                   |
|  |                                                        |

|  | Dasypus novemcinctus, Dasypus mazzai |
|  |                                      |

|  | Dasypus novemcinctus                                   |
|  |                                                        |
|  | \| \| Dasypus novemcinctus, Dasypus mazzai \| \| \| \| |
|  |                                                        |
|  | Dasypus novemcinctus, Dasypus mazzai                   |
|  |                                                        |

|  | Dasypus novemcinctus, Dasypus mazzai |
|  |                                      |

|  | Dasypus novemcinctus                                   |
|  |                                                        |
|  | \| \| Dasypus novemcinctus, Dasypus mazzai \| \| \| \| |
|  |                                                        |
|  | Dasypus novemcinctus, Dasypus mazzai                   |
|  |                                                        |

|  | Dasypus novemcinctus, Dasypus mazzai |
|  |                                      |

|  | Dasypus novemcinctus                                   |
|  |                                                        |
|  | \| \| Dasypus novemcinctus, Dasypus mazzai \| \| \| \| |
|  |                                                        |
|  | Dasypus novemcinctus, Dasypus mazzai                   |
|  |                                                        |

|  | Dasypus novemcinctus, Dasypus mazzai |
|  |                                      |

|  | Dasypus novemcinctus                                   |
|  |                                                        |
|  | \| \| Dasypus novemcinctus, Dasypus mazzai \| \| \| \| |
|  |                                                        |
|  | Dasypus novemcinctus, Dasypus mazzai                   |
|  |                                                        |

|  | Dasypus novemcinctus, Dasypus mazzai |
|  |                                      |

|  | Dasypus novemcinctus                                   |
|  |                                                        |
|  | \| \| Dasypus novemcinctus, Dasypus mazzai \| \| \| \| |
|  |                                                        |
|  | Dasypus novemcinctus, Dasypus mazzai                   |
|  |                                                        |

|  | Dasypus novemcinctus, Dasypus mazzai |
|  |                                      |

|  | Dasypus novemcinctus                                   |
|  |                                                        |
|  | \| \| Dasypus novemcinctus, Dasypus mazzai \| \| \| \| |
|  |                                                        |
|  | Dasypus novemcinctus, Dasypus mazzai                   |
|  |                                                        |

|  | Dasypus novemcinctus, Dasypus mazzai |
|  |                                      |

|  | Dasypus novemcinctus                                   |
|  |                                                        |
|  | \| \| Dasypus novemcinctus, Dasypus mazzai \| \| \| \| |
|  |                                                        |
|  | Dasypus novemcinctus, Dasypus mazzai                   |
|  |                                                        |

|  | Dasypus novemcinctus, Dasypus mazzai |
|  |                                      |

|  | Dasypus novemcinctus                                   |
|  |                                                        |
|  | \| \| Dasypus novemcinctus, Dasypus mazzai \| \| \| \| |
|  |                                                        |
|  | Dasypus novemcinctus, Dasypus mazzai                   |
|  |                                                        |

|  | Dasypus novemcinctus, Dasypus mazzai |
|  |                                      |

|  | Dasypus novemcinctus                                   |
|  |                                                        |
|  | \| \| Dasypus novemcinctus, Dasypus mazzai \| \| \| \| |
|  |                                                        |
|  | Dasypus novemcinctus, Dasypus mazzai                   |
|  |                                                        |

|  | Dasypus novemcinctus, Dasypus mazzai |
|  |                                      |

|  | Dasypus novemcinctus                                   |
|  |                                                        |
|  | \| \| Dasypus novemcinctus, Dasypus mazzai \| \| \| \| |
|  |                                                        |
|  | Dasypus novemcinctus, Dasypus mazzai                   |
|  |                                                        |

|  | Dasypus novemcinctus, Dasypus mazzai |
|  |                                      |

|  | Dasypus novemcinctus                                   |
|  |                                                        |
|  | \| \| Dasypus novemcinctus, Dasypus mazzai \| \| \| \| |
|  |                                                        |
|  | Dasypus novemcinctus, Dasypus mazzai                   |
|  |                                                        |

|  | Dasypus novemcinctus, Dasypus mazzai |
|  |                                      |

|  | Dasypus novemcinctus                                   |
|  |                                                        |
|  | \| \| Dasypus novemcinctus, Dasypus mazzai \| \| \| \| |
|  |                                                        |
|  | Dasypus novemcinctus, Dasypus mazzai                   |
|  |                                                        |

|  | Dasypus novemcinctus, Dasypus mazzai |
|  |                                      |

|  | Dasypus novemcinctus                                   |
|  |                                                        |
|  | \| \| Dasypus novemcinctus, Dasypus mazzai \| \| \| \| |
|  |                                                        |
|  | Dasypus novemcinctus, Dasypus mazzai                   |
|  |                                                        |

|  | Dasypus novemcinctus, Dasypus mazzai |
|  |                                      |

Powyższy kladogram bazuje na badaniach mtDNA. Podgatunki pancernika większego uznano za osobne gatunki, a pancernik dziewięciopaskowy nie jest monofiletyczny. W tym ujęciu pancernik siedmiopaskowy jest jedynym przedstawicielem podrodzaju Muletia.
Cześć źródeł podgatunków nie wyróżnia. Inne wyróżniają 3 podgatunki:
- nominatywny
- opisany w 2018 przez Feijó i innych Dasypus septemcinctus cordobensis[8], miejsce typowe Córdoba, Argentyna[2]
- oraz jako trzeci uznawany wcześniej za odrębny gatunek pancernik pampasowy (D. s. hybridus)[8], miejsce typowe Estancia Jeffries, 8 mil na wschód od Treinta y Tres, departament Treinta y Tres w Urugwaju[2].

Klasyfikację taką popierają badania morfologiczne opublikowane w 2018 pod kierunkiem Feijó oraz opublikowane rok później pod kierunkiem tego samego autora badania mtDNA.

## Rozmieszczenie geograficzne

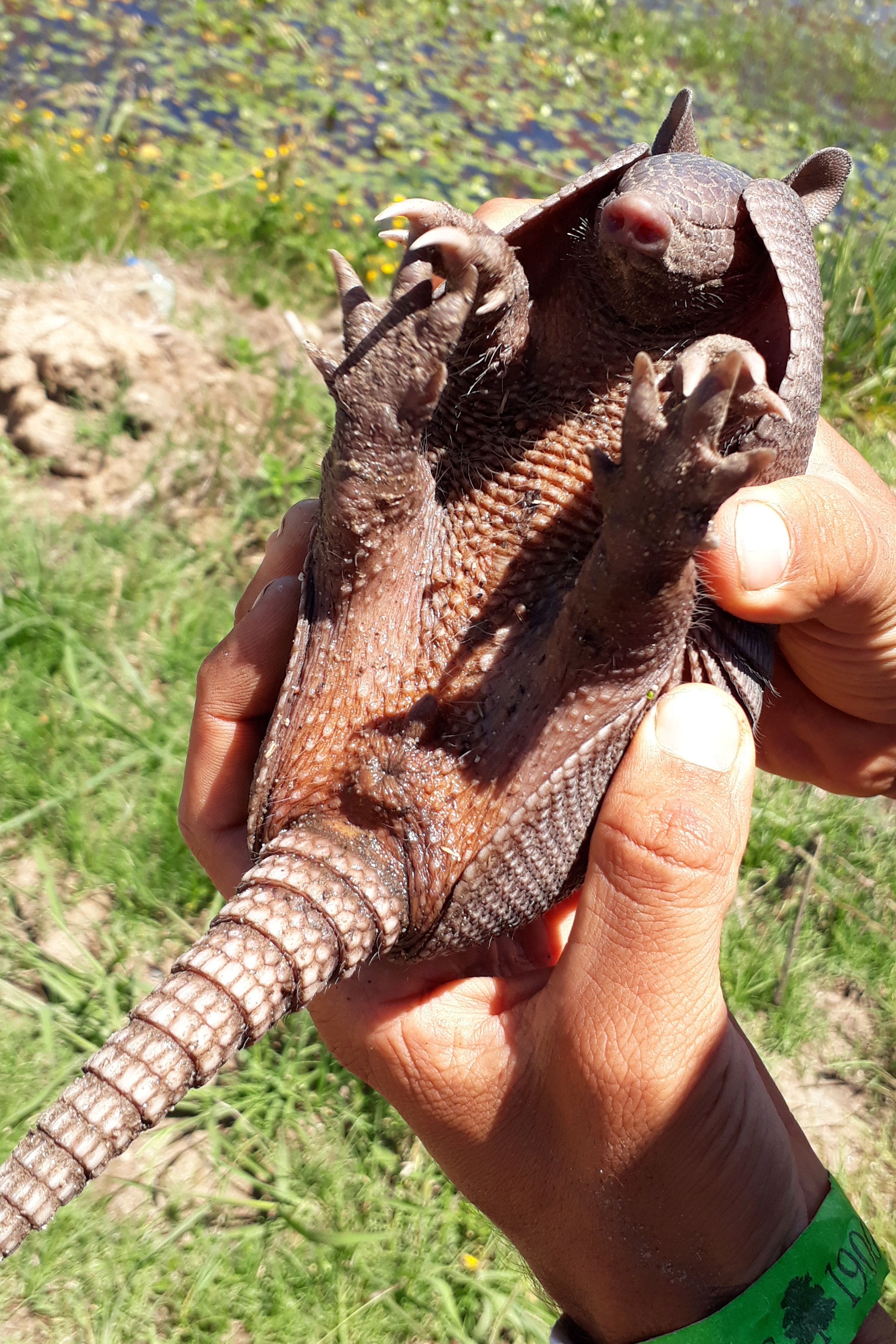
Zasięg występowania pancernika siedmiopaskowego trudno ustalić z uwagi na jego mylące podobieństwo do innych gatunków pancernika. Na zdjęciu pancernik pampasowy, uznawany przez część autorów za osobny gatunek, przez innych za podgatunek pancernika siedmiopaskowego

Pancernik siedmiopaskowy zamieszkuje Brazylię (niższy Basen Amazonki na południe od Rio Grande do Sul) aż do Boliwii (na zachód od Gran Chaco) i Paragwaju. Dyskusyjna jest obecność gatunku na północy Argentyny z powodu wspominanych wyżej trudności w odróżnieniu od pokrewnych gatunków. W środkowej Brazylii na km² przypada 30 osobników. Jego zasięg obejmuje tereny o szerokości geograficznej 0° do 39°S. W Parku Narodowym Itatiaia stwierdzono go na wysokościach 830 i 1100 m n.p.m.
Podgatunek nominatywny zamieszkuje Brazylię, zarówno las atlantycki, jak i cerrado czy caatingę, wschodnie części Paragwaju (w zasadzie wyłącznie las atlantycki) i Boliwii (wyłącznie tereny otwarte), sięga także północnego krańca Argentyny. Feijó podkreśla, że nie sięga on północnego krańca lasu atlantyckiego. Podgatunek zwany dawniej pancernikiem pampasowym zasiedla tereny od 23°S do 39°S, leżące na południu Brazylii, w Urugwaju, a także w Argentynie, obejmując nie tylko północ, ale i centrum i wschód kraju, istnieje nawet doniesienie z Mendozy, w które Feijó powątpiewa wobec chłodnego klimatu tej prowincji. Jego obecność w Paragwaju jest niepewna. Podgatunek cordobensis znany jest jedynie z Córdoby, jego miejsca typowego. Feijó zaznacza jeszcze obecność strefy współwystępowania D. s. septemcinctus i D. s. hybridus na południu Brazylii i północy Argentyny. Źródła uznające pancernika pampasowego za odrębny gatunek podają odpowiednio mniejszy zasięg pancernika siedmiopaskowego, odpowiadający występowaniu podgatunku nominatywnego.
Skamieniałości nie są znane.

## Ekologia
Jako siedliska IUCN wymienia lasy, sawanny, tereny trawiaste. Pancernik siedmiopaskowy w zasadzie zasiedla głównie te ostatnie. Lasy zamieszkuje właściwie tylko w południowo-wschodniej Brazylii, gdzie występuje na terenie lasów galeriowych. Zasiedla las atlantycki, cerrado, caatingę. Wydaje się radzić sobie w siedliskach zmodyfikowanych działalnością człowieka.
Zbadano dwie próbki kału pancernika siedmiopaskowego. Zawierały one pozostałości owadów, nasion i innego pokarmu roślinnego oraz glebę. Pancernikowate ogólnie poszukują zdobyczy w ściółce czy glebie i razem z pokarmem połykają ziemię. Nie wiadomo, czy ma to jakieś znaczenie dla ich funkcjonowania, na przykład w dostarczaniu im soli mineralnych. Pancernika siedmiopaskowego uważa się za owadożercę. Jednak spożywa on także pokarm roślinny, jak nasiona, owoce. Feijó cytuje badania ze środkowej Brazylii, wedle których 59,3% pokarmu zwierzęcia stanowiły owady, potem pokarm roślinny obejmujący ponad jedną trzecią, w tym nasiona wyłącznie Miconia i korzenie, dalej inne niż owady i pajęczaki stawonogi (4,6%), potem pajęczaki (2,4%). Wśród najczęściej zjadanych owadów zjadane są błonkoskrzydłe (25,6%, tutaj na pierwszym miejscu Camponotus, imagines 16,5% i larwy 99%, Pheidole (9,1%), królowe Crematogaster (3,3%), Cephalotes (2,5%), Solenopsis (2,5%), Atta (0,8%), Odontomachus (1,7%), Ectatomma (0,8%)), termity (23,3%; wśród nich Velocitermes (12,4%), Nasutitermes (9,1%), Diversitermes diversimiles (8,3%), Nasutitermes kemmeri (2,5%), Angularitermes (0,8%), Anoplotermes (0,8%), Armitermes (0,8%), Dihoplotermes inusitatus (0,8%), Embiratermes cf. heterotypos (0,8%), Neocrapitermes opacus (0,8%), Procornitermes (0,8%), Procornitermes araujoi (0,8%), Rhynchotermes nasutissimus (0,8%)), chrząszcze (8,1% i to jedynie porą deszczową), prostoskrzydłe (1,2%) oraz pluskwiaki (1,2%).
Drapieżniki polujące na pancernika siedmiopaskowego to wśród ssaków pies domowy, pampasowiec grzywiasty, majkong krabożerny, nibylis pampasowy, ocelot wielki, ocelot argentyński, Leopardus emiliae, Leopardus guttulus, jaguar, puma płowa, grizon mniejszy, człowiek rozumny (jak Indianie Xavant na zachodzie Brazylii czy miejscowa ludność caatingi), a także ptaki drapieżne.
Wśród pasożytów wymienia jest Leishmania, Ascaroterakis pulchrum, Aspidodera fasciata, Aspidodera binansata, Mathevotaenia diminuta, Oligacanthorhynchus carinii, Schneidernema retusa, z pasożytów zewnętrznych Amblyomma fuscum, z grzybów Paracoccidioides brasiliensis.

## Tryb życia
McDonough i Loughry piszą, że zwierzę to wiedzie nocny tryb życia i że nie wiadomo nic o zmienności sezonowej, jako że niektóre nocne pancerniki zimą opuszczają norę za dnia, gdy jest cieplej. Natomiast Feijó przytacza prace autorów spotykających te pancernikowce za dnia, w godzinach 8:00–12:00, 12:00–18:30 i 10:00–17:00 na brazylijskiej sawannie, 6:00–14:00 w cerrado w okolicy São Paulo.
Prawdopodobnie prowadzi samotny tryb życia, nie nawiązując relacji społecznych z innymi przedstawicielami swego gatunku poza rozrodem. Porozumiewa się z nimi, znacząc zajmowane przez siebie tereny wydzieliną gruczołów odbytowych. Niemniej w środkowej Brazylii od listopada do stycznia widywano grupy liczące do pięciu zwierząt, a w cerrado widywano je w grudniu i w lipcu. Prawdopodobnie wygrzebuje w ziemi płytkie jamy, służące mu za schronienie, może też poszukiwać w ziemi pokarmu. Potrafi korzystać z jam wykopanych przez inne pancernikowce. Zaniepokojony kieruje się właśnie do nory bądź kryje się w stercie liści.

### Cykl życiowy
Informacje na temat rozrodu pancernika siedmiopaskowego nie są liczne. Chwytanie zdolnych do rozrodu samic w cerrado w czerwcu i listopadzie sugerować może, że gatunek przystępuje do rozrodu częściej niż raz do roku. Nie wiadomo jednak, czy dana samica może dwukrotnie w ciągu roku wydawać na świat młode, czy też raczej część samic przedłuża gatunek w jednym czasie, a część w innym. Zbadano natomiast nasienie tego pancernika. Opisali je Cetica i inni w 1997. Przypomina ono nasienie pancernika dziewięciopaskowego. Elipsoidalna z przodu główka plemnika mierzy 7,81 ± 0,4 µm długości, 4,51 ± 0,3 µm szerokości i 0,34 ± 0,09 µm grubości. Długość ogonka wynosi 60,48 ± 1,2 µm.
W każdym razie po kopulacji z samcem samica nie zachodzi od razu w ciążę, ale dochodzi do zjawiska opóźnionej implantacji. Opóźnienie to trwa od 2 do 4 miesięcy, po czym następuje trwająca pół roku ciąża. Na świat przychodzi od 4 do 8 noworodków, notowano rzadko 12. U pancernika pampasowego Abba i Superina pisali o 6–10, rzadziej 12 młodych. U pancerników dochodzi do poliembrionii, a więc wszystkie zarodki są genetycznie identyczne. Rozród zbadano w National Zoological Park w Waszyngtonie. Ciąża trwa około 120 dni. 16. dnia życia masy dwóch młodych wynosiły 74,7 g i 70,7 g. Pod koniec pierwszego miesiąca życia wzrosła ona do 105 g i 90 g, wtedy też długość ich ciał wynosiła 118 i 117 mm. W kolejnym miesiącu wyniki te wynosiły 298 i 271 g oraz 163 i 159 mm, a jeszcze w kolejnym 215 i 211 mm oraz 673 i 549 g. W spermie 14-tygodniowego samca Block stwierdził obecność nielicznych ruchliwych plemników.
Długość życia w niewoli wynosi średnio 16,8 lat.

## Zagrożenia i ochrona
Trend populacyjny nie jest znany. Nie wiadomo, ile sztuk liczy populacja. Niewielkie zagęszczenie w środkowej Brazylii (30 osobników na km²) oznacza, że jest to rzadki gatunek. Wedle Feijó pospolicie występuje jedynie na cerrado, autor podaje jednak to 0,3 zwierzęcia na ha (biomasa 0,2 kg/ha). Gdzie indziej liczby są jeszcze mniejsze, jak 0,15–0,28 (średnia 0,22) na km² w lesie atlantyckim w rezerwacie Poço das Antas oraz 0,13–0,27 (średnia 0,2) na km² w União. Na brazylijskiej sawannie zbadane osobniki zajmowały 0,8, 1,1 i 1,6 ha. Badania transektowe wykazały 0,27–0,38 pancernika na 10 km w lesie atlantyckim i 0,15 w Amazonii. Jednak jego szeroki zasięg występowania może oznaczać dużą populację.
Pancernik siedmiopaskowy jest obiektem polowań jako żywność bądź celem wyrobu przedmiotów, chwyta się go w pułapki bądź zatapia jamy. Miejscowa ludność przypisuje mu działanie lecznicze, pomagać ma na reumatologiczne stany zapalne, oparzenia, różę, zmiany skórne, głuchotę, ból ucha, ból gardła, problemy układu oddechowego, w tym astmę i inne zapalenia oskrzeli, ukąszenia węży. Polują na niego także psy. Zagrożenia te mają jednak charakter lokalny, podobnie jak niszczenie środowiska jego życia i zgony na drogach. Nie są znane globalne zagrożenia dla gatunku. Brazylia, Paragwaj i Boliwia nie umieszczają go w krajowych Czerwonych Księgach wśród gatunków zagrożonych, podgatunek pampasowy wyliczany był wśród bliskich zagrożenia.